# Hadia Tajik
Hadia Tajik, född 18 juli 1983 i Strands kommun i Rogaland fylke, är en norsk journalist, jurist och politiker som representerar Arbeiderpartiet.
Tajik sitter i Stortinget sedan 2009. Hon var kulturminister i regeringen Stoltenberg II 2012-2013. Hon blev då Norges yngsta statsråd genom tiderna. Den 14 oktober 2021 blev hon arbets- och inkluderingsminister i Regeringen Støre, men avgick mindre än ett halvt år senare, den 4 mars 2022, efter att det avslöjades att hon cirka femton år tidigare inte skattat för förmånen att ha en gratis pendlarbostad i Oslo. Hon avgick då också som Arbeiderpartiets vice ordförande (nestleder), en post som hon hade haft sedan 2015.